# ピカゴロウ2
ピカゴロウ2は、2004年に山佐が開発・販売したパチスロ機である。

## 概要
1998年に登場したピカ吾郎のシステムをそのまま移植し、筐体デザイン等に多少の変更を加え、いわばピカ吾郎の新筐体バージョンとして登場した。もちろんゲーム性や絵柄の配列には全く変更はない。
初代ピカ吾郎の登場時に比べ「液晶演出がないとつまらない」と言うプレイヤーが増えたおかげで前作ほどのヒットには至らなかったものの、設置店においては安定したAタイプ且つ過去にヒットしたマシンの後継機であるが故に稼働率が極端に悪くならないので長く設置されるケースが多い。
またストック機全盛にもかかわらず、高確率Aタイプの新機種（理屈はニューパルサーやジャグラーと同じではあるが、5年以上も前に販売されたもののなので一応新機種と言えるであろう）を他メーカーに先駆けて（大手としては）登場させたところにこのメーカーに一定の評価ができる。